# アイスランド航空グループ

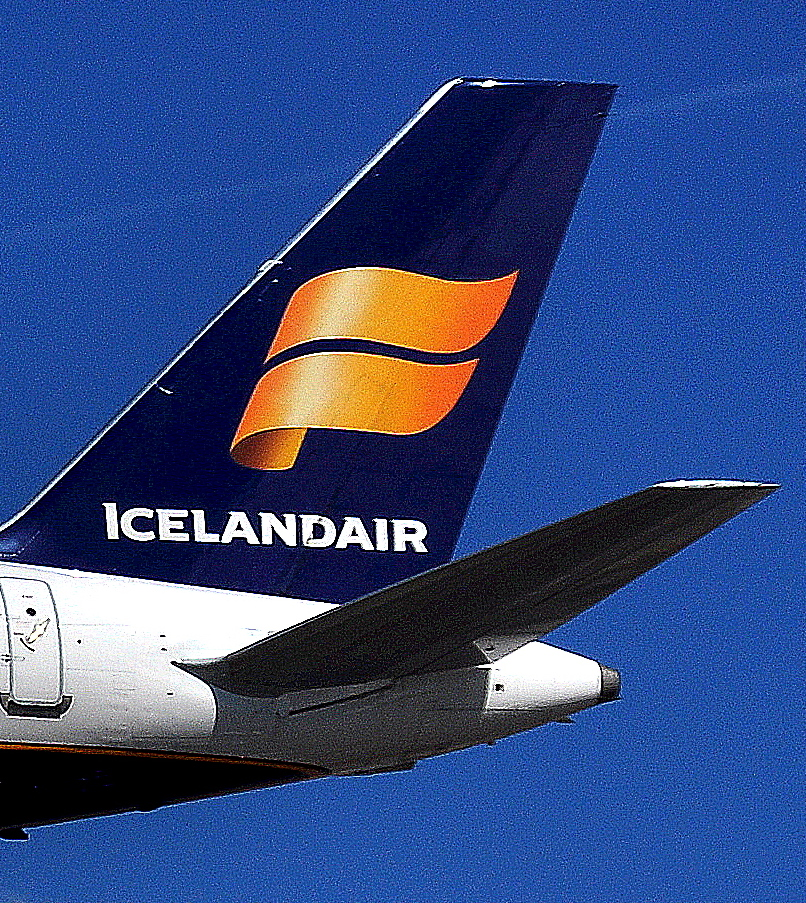

アイスランド航空グループ（アイスランドこうくうグループ、Icelandair Group）は、アイスランド航空を中核とし、航空輸送関連会社を複数所有するアイスランドの企業である。

## 歴史
アイスランド航空グループの原形となったFlugleiðirは、1973年にアイスランド航空(Icelandair, アイスランド語: Flugfélag Íslands)とアイスランディック航空(Icelandic Airlines, アイスランド語: Loftleiðir)の2社が統合されて成立した。両社はともにアイスランドを拠点を置き、国際線を運航する航空会社であったが、市場環境の変化から合併することとなった。新会社は両社のアイスランド語名を合わせてFlugleiðirを名乗った。
1990年末よりFlugleiðirは業務の分社化を進めるようになり、国内線部門やホテル業、地上業務といった業務が、設立された子会社による運営に移された。2003年にはFlugleiðirは子会社11社を束ねる持株会社の形態となっていた。
2005年、FlugleiðirはFL Groupと名称を変更した。FL Groupは以降は投資業務に特化していくことを決め、保有企業を再編、大部分を占める航空関連企業は新たに設立されたアイスランド航空グループ(Icelandair Group ehf.)の管轄となった。2006年10月にグリトニル銀行の支援を受けた出資者により持株会社が設立され、同社が買収する形でアイスランド航空グループはFL Groupから分離された。
買収の後、アイスランド航空グループは公開会社(Icelandair Group hf.)に変更され、2007年にはOMXに上場した。

## 構成企業
同社の構成企業は以下の通りである。
- アイスランド航空
- Icelandair Cargo
- Icelandair Hotels
- Icelandair Shared Services
- IGS
- エア・アイスランド
- アイスランド・トラベル
  - VITA
- Loftleiðir-Icelandic